# Pirates basques

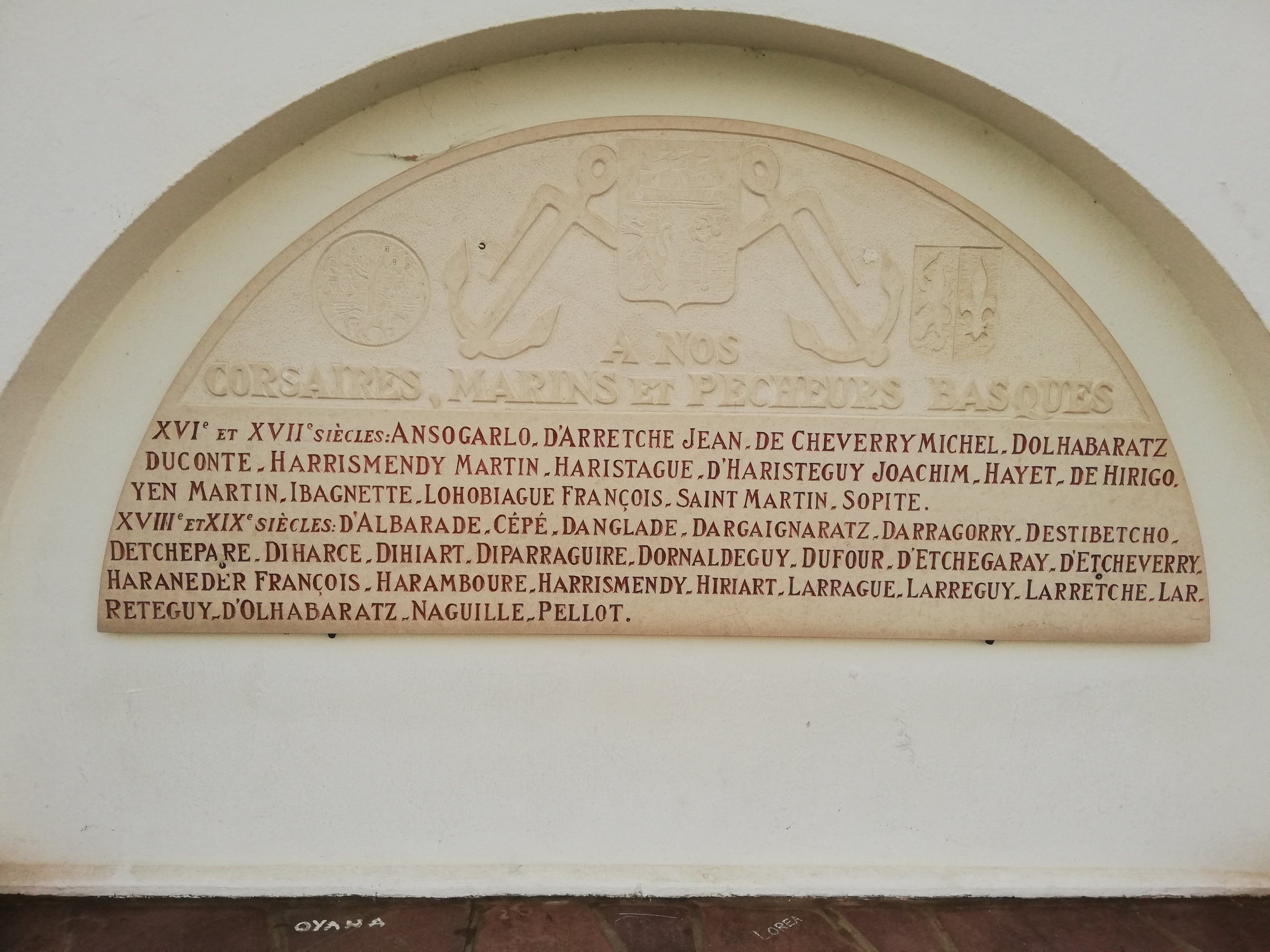
Mémorial dédié aux corsaires du Pays basque à Saint-Jean-de-Luz.

Les pirates et corsaires basques œuvraient principalement dans le golfe de Gascogne, mais aussi dans la mer des Caraïbes.

## Histoire
Les premières mentions de la piraterie au Pays basque datent de 1303-1304 : un texte du chroniqueur florentin Giovanni Villani fait référence à des pirates basques à Bayonne. Les premiers à atteindre une certaine célébrité, au XVe siècle, sont Antton Garai et Pedro Larraondo, originaires de Biscaye et exécutés pour piraterie en Méditerranée.
Aux XIVe et XVe siècles, Édouard III d'Angleterre affronte des pirates et corsaires du Pays basque.
L'âge d'or de la piraterie pour les Basques se situe essentiellement aux XVIIe et XVIIIe siècles. À cette époque, la Seigneurie de Biscaye pouvait compter sur quelque 77 navires corsaires.

## Célèbres pirates du Pays basque
- Antton Garai (XVe siècle)
- Pedro Larraondo (XVe siècle)
- Juan Pérez de Casa

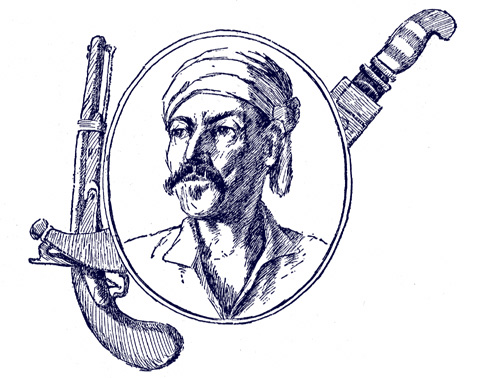
Un dessin de 1895 représentant Jean Laffite.

- Pedro Aguirre Campanario (XVIe et XVIIe siècles)
- Michel le Basque (XVIIe siècle)
- Joanes Suhigaraitxipi (XVIIe siècle)
- Jean Laffite (XVIIIe siècle)
- Étienne Pellot (XVIIIe et XIXe siècles)
- Fermin Mundaka (1825 - 1880)

## Les pirates dans la littérature basque
- Euskal piratak. Iñaki Mendizabal. Elea, 2003.
- Baleazaleak eta kortsarioak: euskal odisea ipar Atlantikoan. Iñaki Mendizabal. Elea. 2004.
- Pellot Eta Enperadorearen Bahiketa. Iñaki Mendizabal. Ibaizabal. 2007
- Maddi eta euskal piratak. Fernando Morillo. Gaumin, 2014